# Максим Стецков
Максим Стецков — український актор, сценарист, продюсер, режисер, монтажер, композитор.

## Фільмографія
Актор
- 1 Чарлі (серіал, 2014 — …)
- 2 Смертельно живий (2014)
- 3 Полонянка (ТБ, 2013)
- 4 Дивні люди (2011) — Короткометражка

Сценарист
- 1 Смертельно живий (2014)
- 2 Старий пес (2012) — Короткометражка
- 3 Дивні люди (2011) — Короткометражка

Продюсер
- 1 Смертельно живий (2014)
- 2 Старий пес (2012) — Співпродюсер; короткометражка
- 3 Дивні люди (2011) — Співпродюсер; короткометражка

Режисер
- 1 Смертельно живий (2014)
- 2 Старий пес (2012) — Короткометражка

Монтажер
- 1 Смертельно живий (2014)
- 2 Старий пес (2012) — Короткометражка

Композитор
- 1 Смертельно живий (2014)